# スズケン沖縄
株式会社スズケン沖縄（スズケンおきなわ）は、沖縄県那覇市松川に本社を置く医薬品・医療機器をとり扱う企業であった。 医科向医薬品80%・家庭用医薬品20%の販売構成であった。県下の薬局薬店約500店。病院医院200軒を客先としていた。

## 概要
- 沖縄県の主として医科向医薬品卸業は、昭和10年頃は「南陽薬品株式会社」（代表取締役・金城保吉）、「沖縄薬品貿易株式会社」（代表取締役・宮城普喜）、那覇薬品株式会社（代表取締役・尾花仲次）の3社で一般用医薬品卸業は、「我喜屋本店」・「野村広貫堂」・「宇地原薬店」などがあった。
- 昭和15年、戦時体制に入り「沖縄県医薬品衛生材料配給統制株式会社」設立し、代表取締役に「南陽薬品株式会社」の金城保吉が就任する。代表取締役専務には野村安次（野村広貫堂・代表取締役）が就任。終戦後沖縄本島はアメリカに併合される、25年まで民間企業の業務再開は許されなかった。昭和26年、医薬品の取り扱いが民間に移行した時点で、アメリカ本土となった沖縄は、日本本土の医薬品卸業社は違って日本の企業からの輸入はもちろんアメリカ企業からの直接輸入も許可される（現在も日本国内の医薬品卸業社は、日本国内に代理店がない他国の製薬企業との直接取引は許されない）
- 戦後「光南薬品株式会社」「琉球薬品株式会社」「琉薬販売株式会社」「合資会社アメリカン・ドラッグ・カンパニーリカルド・エム・スンガー」「生盛堂薬局」「第一薬局」「上原薬品商会」「仲座薬局」「平岡薬局」「吉田薬局」「厚和薬局」「丸善製薬研究所」「丸生薬局」「開南薬局」「ヒガ薬局」「中央薬品合資会社」「沖縄新薬」「北薬品」「沖縄畜産薬品」「三和薬品」「合名会社川田厚生堂」「長嶺薬局」「富原薬局」「オリオン薬品株式会社」「マキノ薬品」などが輸入商として加盟している。
- 昭和41年1月28日 医薬品の輸入販売業者19社により「沖縄薬業輸入協会」設立し会長に前原信明・副会長に長嶺義仁を選出。
- 「沖縄薬業輸入協会」は琉球政府に協力し、会員相互の親密を保ち、優良な医薬品の輸入を計り以て住民の福祉衛生の向上に寄与する目的で設立されたものであった。日本医薬品卸連合会に準会員として加盟していた。昭和47年5月15日本土復帰に伴い、他府県同様正会員となる。
- 昭和52年4月の加盟企業は「沖縄全薬販売株式会社」「オキチク商事株式会社」「沖縄明治製薬株式会社」「沖縄薬品株式会社」「共立薬品株式会社」「コーヨー薬品株式会社」「株式会社スズケン沖縄」「有限会社大和薬品」「中山薬品」「はと薬品株式会社」「山善薬品株式会社」「株式会社流薬」「若松薬品」「合資会社サミット商事」

## 沿革
- 1969年（昭和44年）2月21日 - 「エーザイ株式会社」の沖縄地区総代理店として「沖縄エイザイ（オキエイ）株式会社」設立
  - 代表取締役社長には沖縄法曹会から弁護士の小堀啓介（元・法務局次長）・代表取締役専務には元琉球政府薬務課長の渡慶次全包が就任する
  - 創業当時の取引メーカーは「エーザイ」のみの販売であり、県下にエーザイの商品の普及に努めた
  - その後 三和化学研究所・日本製薬工業・マルコ製薬・富山化学工業・藤沢薬品・台糖ファイザー・明治製菓・万有製薬・わかもと製薬・フナイ薬品工業・塩野義製薬と順次取引メーカーを拡大
- 1972年（昭和47年）3月 - 愛知県の医薬品卸最大手の「スズケン」が沖縄県の「オキエイ」を吸収し「スズケン沖縄」に商号変更
- 1973年（昭和48年）2月 - 「中部営業所」（沖縄県沖縄市字美里1328）開設
- 1982年（昭和57年）6月 - 本社を那覇市に移転
- 1990年（平成2年）3月 - 「宮古営業所」開設

## 沖縄薬品との統合
- 愛知県の医薬品卸最大手の「スズケン」（代表取締役社長・別所芳樹 当時）は、2010年にむけての長期経営目標として市場の競争優位性を発揮するためM&Aを行い「連結決算売上高2兆円」をめざす。
- 沖縄地区でもシェア1位を目指して「沖縄薬品」（沖縄県シェア3位）と当社子会社の「スズケン沖縄」（沖縄県シェア4位）との合併に踏み切った。
- この合併により沖縄県下のシェアは「ダイコー沖縄」を凌いで2位となる。
- この合併でも沖縄市場は本土復帰以前から「琉球薬品株式会社（現・琉薬）」が高いシェアを誇っておりシェア首位の道は厳しい。現在アルフレッサ ホールディングスグループの九州地区・北海道地区のM&Aが近年中に着手されるとの憶測もあり「琉薬」は2007年10月連結会社協議締結を目指している。

## 合併前3年間の決算状況
- 売上高・10,812（平成14年）・11,394（平成15年）・ 11,480（平成16年）
- 経常利益・442（平成14年）・423（平成15年）・508（平成16年）
- 当期純利益・257（平成14年）・251（平成15年）・285（平成16年）

## 営業所
- 沖縄市・那覇市